# Peterskirchen (Austria)
Peterskirchen – gmina w Austrii, w kraju związkowym Górna Austria, w powiecie Ried im Innkreis. Liczy 658 mieszkańców (1 stycznia 2015).